# De Ruyter (1853)
«Де Рюйтер» став унікальним кораблем, побудованим для Королівського флоту Нідерландів.  
Спочатку це був важкий вітрильний фрегат (ніс 54 гармати, включаючи 36 фунтові, тобто якими оснащувалися лінійні кораблі). Ходив у походи по Середземному морю та до Ост-Індії.
1859 року розпочався процес перетворення фрегата на паровий, але перебудову відповідно до проєкту так і не завершили. Нарешті  у серпні 1862 року почалася перебудова корабля як  казематного панцерника, подібного до CSS Virginia. Повернувся до служби у якості броненосця 1863 року. 